# 마워폴스카주

마워폴스카주의 위치

마워폴스카주(폴란드어: Województwo małopolskie, 소폴란드주)는 폴란드 남부에 위치한 주로, 주도는 크라쿠프이며 면적은 15,108km2, 인구는 3,267,731명(2006년 기준, 도시 인구: 1,619,235명, 농촌 인구: 1,648,496명), 인구 밀도는 220명/km2이다. 3개 도시군과 19개 농촌군, 182개 그미나(지방 자치체)를 관할한다. 서쪽으로는 실롱스크주, 북쪽으로는 시비엥토크시스키에주, 동쪽으로는 포트카르파츠키에주와 접하며 남쪽으로는 슬로바키아와 국경을 접한다.
1999년 1월 1일 행정 구역 개편에 따라 신설되었으며 이 지역의 오래된 이름인 마워폴스카(소폴란드)를 따라 명명되었다. 북쪽으로는 시비엥토크시스키에산맥, 서쪽으로는 폴란드 쥐라기 고원(유라크라코프스코 쳉스토호프스카)에 닿아있다. 폴란드에서 기온이 가장 높은 지역이다.

주기
주 문장
주 로고

## 행정 구역

마워폴스카주의 행정 구역

### 도시군
- 크라쿠프 (주도)
- 노비송치
- 타르누프

### 농촌군
- 보흐니아군
- 브제스코군
- 흐샤누프군
- 동브로바군
- 고를리체군
- 크라쿠프군
- 리마노바군
- 미에후프군
- 미실레니체군
- 노비송치군
- 노비타르크군
- 올쿠시군
- 오시비엥침군
- 프로쇼비체군
- 수하군
- 타르누프군
- 타트라군
- 바도비체군
- 비엘리치카군

## 같이 보기
- 폴란드 제2공화국